# Densytometria kostna

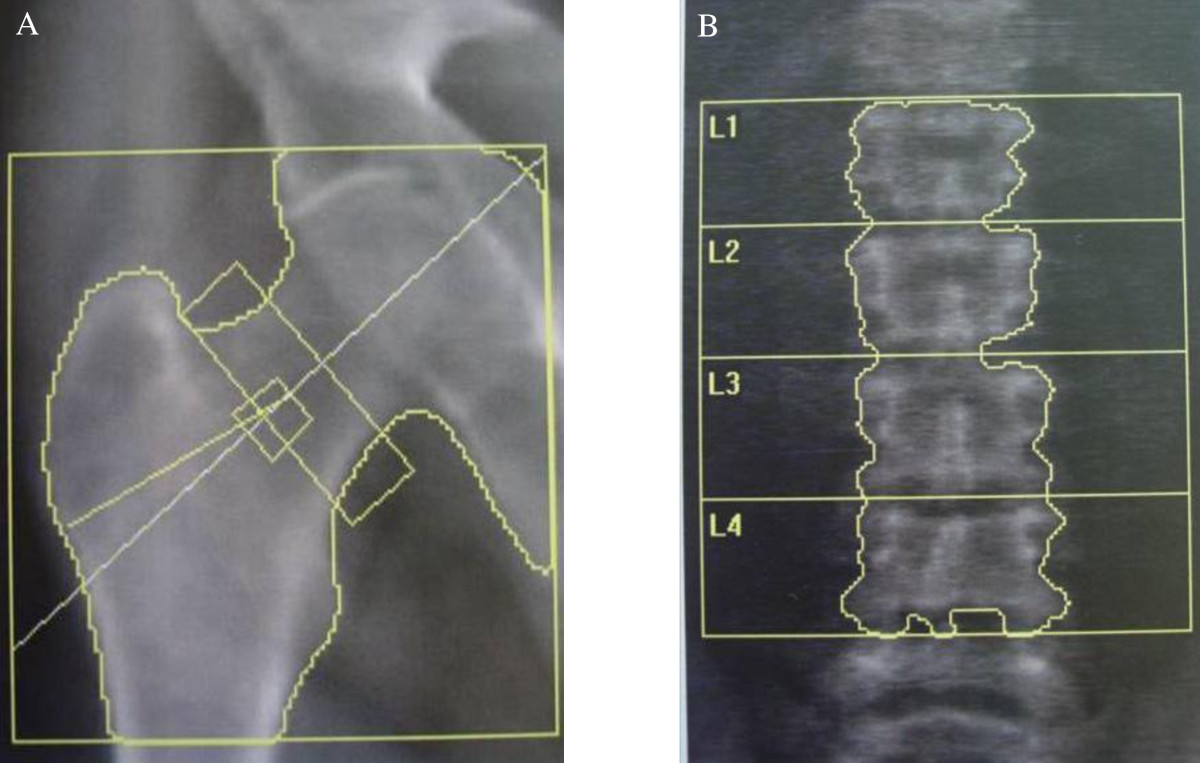
Zdjęcia wykonane podczas densytometrii kostnej.

Densytometria kostna – metoda obrazowania gęstości kości wykorzystująca zasadniczo trzy różne techniki otrzymywania obrazu anatomii pacjenta:
- podwójną wiązkę promieniowania rentgenowskiego,
- ultrasonografię,
- tomografię komputerową.

Badanie to pozwala na postawienie rozpoznania m.in. osteoporozy, osteopenii, ogniska kalcyfikacji.
Za najlepszą uważa się technikę podwójnej wiązki promieniowania Rtg - DEXA (DXA, dual-energy x-ray absorptiometry). Charakteryzuje ją stosunkowo duża dokładność, powtarzalność i dość niski koszt badania.
Badanie jest bezpieczne, dawka promieniowania jest 20-krotnie niższa niż przy badaniu rentgenowskim klatki piersiowej.

Przeczytaj ostrzeżenie dotyczące informacji medycznych i pokrewnych zamieszczonych w Wikipedii.